# Andrena neocypriaca
Andrena neocypriaca is een vliesvleugelig insect uit de familie Andrenidae. De wetenschappelijke naam van de soort is voor het eerst geldig gepubliceerd in 1956 door Mavromoustakis.